# 革胡
革胡是一種胡琴，於1950年代由楊雨森為取代交響化後的民族樂團中的大提琴而發明，在結構、發聲原理、定弦、演奏方法皆模仿大提琴。
張4弦，設指板，定弦與大提琴相同：由低音至高音C─G─D─A，弓架於弦上坐奏，使用大提琴的弓和弦。為加添蛇皮的音色而不減少音量，橋碼壓於琴筒上，以琴筒內的槓桿將震動傳導至琴筒一面的蛇皮上，此舉令其革胡的音質遠差於大提琴，琴身重心偏低，故亦較拉奏大提琴吃力。由於音響效果不如理想，加上價格高昂，僅有香港與臺灣少數樂團依然使用。

## 外部連結
- "Chinese Version of the Cello and Double Bass （页面存档备份，存于）, by Brandon Voo